# Myles Brand
Myles Neal Brand (Brooklyn, New York, 1942. május 17. – Indianapolis, Indiana, 2009. szeptember 16.) amerikai filozófus, intézményvezető.

## Magánélete
Családja Long Islanden élt. 1960-ban érettségizett Carle Place-ben, majd 1964-ben a Rensselaer Műszaki Intézetben filozófiai alapdiplomát, 1967-ben a Rochesteri Egyetemen doktori fokozatot szerzett.
Az 1980-as években több egyetemi pozíciót is betöltött, például az Ohiói Állami Egyetem oktatási rektorhelyettese és az Arizonai Egyetem szervezési dékánja, 1989 és 1994 között az Oregoni Egyetem rektora volt. 2003-ban az Oglethorpe Egyetem bölcsészettudományi díszdoktori címet adományozott neki.
2009. január 17-én bejelentették, hogy hasnyálmirigyrákot diagnosztizáltak nála. 2009. szeptember 16-án, 67 évesen hunyt el.

## Pályafutása

### Indianai Egyetem
1994 és 2002 között az Indianai Egyetem rektoraként feladata az egészségügyi intézmények átszervezése volt. Regnálása alatt az intézmény alaptőkéje megnégyszereződött, és az éves magántőke-bevonás tekintetében az első lett.
2000-ben felfüggesztette Bob Knight kosárlabdaedzőt. Aznap éjszaka egy kétezer fős, főként hallgatókból álló csoport megrongálta az egyetem szökőkútját és amerikaifutball-pályáját, majd a rektori rezidenciához vonult, ahol felakasztottak egy Brandet ábrázoló bábut. Az edző utódja Mike Davis lett. 2001-ben a National Press Clubnak adott nyilatkozataiban kihangsúlyozta a felsőoktatás és a sport közötti eltérések felismerésének fontosságát.

### NCAA
2003-ban a National Collegiate Athletic Association igazgatója lett.
Az NCAA-t gyakran kritizálták, hogy nem veszi figyelembe az oktatás és a sport kapcsolatát; mivel Brand korábban rektor volt, remélték, hogy ezen változtat. Szerinte a sport az amerikai kultúra fontos eleme, de az oktatás az első. Figyelmeztetett arra, hogy a legjobb intézmények közötti rivalizálás a szervezet jövőjét veszélyezteti. Regnálása alatt az őslakosokra utaló becenevű és kabalájú intézmények nem rendezhettek bajnokságot.
Kidolgozta a sportolók tanulmányi előremenetelét figyelő rendszert, és felfedezte, hogy a férfi kosárlabdázók tanulmányi átlaga elmarad a többiekétől.
Halálát követően a szervezet élére ideiglenesen Jim Isch került.

## Emlékezete
2019. szeptember 14-én az Indianai Egyetem bejelentette, hogy az informatikai létesítményt Myles Brand épületre nevezik át.
A munkásságával kapcsolatos interjúk, videók, podcastok gyűjtésére weboldalt indítottak.

## Művei
Kutatásaiban a cselekvés filozófiájára koncentrált. Főbb művei:
- The Nature of Human Action (1970)
- Intending and Acting: Toward a Naturalized Action Theory (1984)
- Intentional Actions and Plans (1986)

## Fordítás
- Ez a szócikk részben vagy egészben  a   Myles Brand című angol Wikipédia-szócikk ezen változatának fordításán alapul.  Az eredeti cikk szerkesztőit annak laptörténete sorolja fel. Ez a jelzés csupán a megfogalmazás eredetét és a szerzői jogokat jelzi, nem szolgál a cikkben szereplő információk forrásmegjelöléseként.